# Nicoletta Braschi
Nicoletta Braschi (1960. április 19.) olasz színésznő és producer, leginkább ismertté a férjével, Roberto Benigni színész-rendezővel közösen készített filmjei tették.

## Élete és pályája
Az olaszországi Cesenában született, majd a római drámaművészeti akadémián tanult, ott találkozott először Roberto Beningivel, 1980-ban. Első filmje az 1983-ban forgatott Felzaklatsz (Tu Mi Turbi), amiben már együtt szerepeltek. Később közreműködött Jim Jarmusch két filmjében, a Törvénytől sújtva (1986) és a Mystery Train (1989) című alkotásokban.
1991-ben kötött házasságot Benignivel. Két legnagyobb sikerű, közös filmjük a Johnny Stecchino (1992) és Az élet szép (La Vita e Bella) (1998) volt. Az előbbi – egy olasz vígjáték, amelyben egy gengszter (Benigni) barátnőjét játszotta –, elsősorban Olaszországban volt hatalmas siker; míg a második, amelyben egy koncentrációs táborban fogva tartott olaszországi zsidó feleségét alakította, a nemzetközi porondon is rendkívül nagy visszhangot kapott, így Braschit és Benignit egyaránt világhíressé tette. 1997-ben Braschi szerepet vállalt az Ovosodo című filmben is, amelyben egy tanárnőt játszott, aki egyik diákját próbálja keményebb tanulásra és munkára ösztökélni. A film a kritikusoktól és a közönségtől is sok dicséretet kapott, Braschi számára pedig David di Donatello-díjat eredményezett, ami Olaszország egyik legnagyobb filmszakmai díjának számít. 2002-ben a berlini filmfesztivál zsűritagjai közé választották. 2005-ben producere és főszereplője is volt a Tigris a hóban (La tigre e la neve) című, az iraki háború kezdete idején játszódó szerelmi történetnek. Ezt követően visszavonult a filmezéstől. 2010-ben a Tradimenti című színdarab közreműködőjeként hívta fel magára a figyelmet, amely darab Harold Pinter egy írása nyomán született, és számos olaszországi színházban volt látható.

## Filmjei
| Év   | Film                          | Szerep               |
| ---- | ----------------------------- | -------------------- |
| 1983 | Felzaklatsz                   | Szűz Mária           |
| 1986 | Törvénytől sújtva             | Nicoletta            |
| 1988 | Ya bon les blancs             | Luisa                |
| 1988 | A kis ördög                   | Nina                 |
| 1989 | Mystery Train                 | Luisa                |
| 1990 | Oltalmazó ég                  | Francia nő           |
| 1991 | La domenica specialmente      | Lány                 |
| 1991 | Johnny Stecchino              | Maria                |
| 1993 | A Rózsaszín párduc fia        | Jacqueline Gambrelli |
| 1994 | A szörnyeteg                  | Jessica              |
| 1995 | Pasolini, un delitto italiano | Graziella Chiracossi |
| 1996 | Sostiene Pereira              | Marta                |
| 1997 | Ovosodo                       | Giovanna             |
| 1998 | Az élet szép                  | Dora Orefice         |
| 2002 | Pinokkió                      | Kék Tündér           |
| 2003 | Mi piace lavorare             | Anna                 |
| 2005 | Tigris a hóban                | Vittoria             |

## Fordítás
- Ez a szócikk részben vagy egészben  a   Nicoletta Braschi című angol Wikipédia-szócikk fordításán alapul.  Az eredeti cikk szerkesztőit annak laptörténete sorolja fel. Ez a jelzés csupán a megfogalmazás eredetét és a szerzői jogokat jelzi, nem szolgál a cikkben szereplő információk forrásmegjelöléseként.